# Dagala del Re
Dagala del Re (Dàhala, Dâla o a Dala in siciliano) è una frazione di Santa Venerina nella Città metropolitana di Catania.

## Origini del nome
Il toponimo, dàhala o dâla in siciliano sembra essere di origine araba e pare significhi "lembo di terra fertile tra due colate laviche".

## Storia
Le origini della località sembrano risalire al XIII secolo, quando i Sovrani di Sicilia utilizzavano questo territorio, un tempo boschivo, per le battute di caccia.
La borgata, ricadente nel territorio della contea di Mascali cominciò ad essere popolata già dalla fine del Cinquecento soprattutto ad opera di acesi.
Nel 1815, dopo lo smembramento della Contea, Dagala divenne parte del comune di Giarre fino a quando nel 1934, il territorio di Dagala passò al nascente comune di Santa Venerina che, separandosi da Acireale ottenne da Giarre anche la piccola borgata di Monacella.

## Monumenti e luoghi d'interesse
La Chiesa di Maria Santissima Immacolata è il principale luogo di culto di Dagala del Re.
Nei pressi della borgata si trovano i ruderi - visitabili - della Chiesa di Santo Stefano. Chiesa con abside triconca,  di epoca bizantina, databile tra il VI e l'VIII secolo, scoperta nel 1944 da Stefano Bottari e successivamente studiata dall'archeologo Biagio Pace. La struttura è fondata su una pianta di tipo centrale con appendici del nartece (portico sorretto da colonne) e della zona absidale trilobata.
Secondo alcune mappe in contrada Torre, oggi denominata anche Rondinella, vicino al confine col Comune di Giarre, si trovava una delle sette torri della contea di Mascali.

## Società

### Tradizioni e folclore
L'8 dicembre si celebra la festa dell'Immacolata Concezione.